# Mileurista
El neologismo, mileurista (surgido a partir de mil euros) se emplea en España para definir a una persona con unos ingresos que suelen rondar los 1000 euros al mes. Según el Instituto Nacional de Estadística, el salario medio del asalariado español en 2014 era de 1.881,30 euros brutos al mes. Sin embargo, esta cifra es mayor que el sueldo mediano, que es de 16.490€ al año, o 1.374€ al mes, a fecha de octubre de 2016.
Además de la situación económica, el concepto se refiere a la alta formación académica exigida, pues para ser mileurista suele ser necesario tener estudios superiores, incluidos los de máster, posgrado e idiomas, todo ello en un mercado laboral que no recompensa dicha preparación.

## Origen
La palabra fue acuñada en agosto de 2005 por Carolina Alguacil en una carta al director al diario El País titulada Yo soy 'mileurista', y desde entonces ha obtenido una buena acogida y una rápida difusión entre los afectados, posiblemente por tratarse de una forma muy expresiva de describir una situación compleja y frustrante.

## Otras expresiones
Mileurista utiliza el mismo sufijo que pensionista, que es como se designa en España a quien cobra una pensión de la Seguridad Social por jubilación, viudez, orfandad o incapacidad.
Para referirse a los investigadores becarios sin contrato laboral ordinario suele aprovecharse la similitud entre las voces becario y precario, bien sustituyendo la primera por la segunda, bien yuxtaponiéndolas.

## Número de afectados
Según Europa Press, basándose en datos de la Agencia Tributaria del año 2006 recogidos por los Técnicos de las Haciendas Públicas (Gestha), existen casi 11 millones de personas que ganan menos de 13.500 € brutos anuales, es decir, menos de 1100€ al mes, lo cual supone el 58% de los asalariados. Las comunidades autónomas con más mileuristas serían por este orden, Extremadura, con casi el 70% de la población, Murcia con el 67% y Andalucía con el 64%. Por encima del 50% se encontrarían Canarias, donde el 65% de sus asalariados son 'mileuristas', seguida de Castilla-La Mancha (60,6% del total), Galicia (60,6%), Baleares (60,3%) y Comunidad Valenciana (60,3%). La comunidad con menos "mileuristas" es, según Gestha, Ceuta, con el 45%.

## Fenómeno sociológico
El mileurismo, refiriéndose a una corriente sociológica más que a un tramo concreto de renta, es una palabra que fue empleada por la escritora española Espido Freire, quien ha escrito dos libros sobre la situación socioeconómica de la juventud española después de la Transición democrática que describe el vocablo. El primero fue Mileuristas: cuerpo, alma y mente de la generación de los 1.000 euros (Barcelona: Editorial Ariel, 2006).
Espido Freire define a los mileuristas, más que por sus ingresos alrededor de los mil euros al mes, como:

El conjunto de españoles de entre 25 y 30 años con formación superior, que desempeñan trabajos por debajo de su capacidad, que vuelcan buena parte de sus expectativas vitales en el ocio, se interesan por la cultura en sus formas más modernas y son pasivos y protestones.

Tras el inicio de la crisis en 2008, generando una pérdida masiva de puestos de trabajo y con el paro muy centrado en la población menor a 30 años y mayor a 45 años, el término 'mileurista' ha perdido el tono despectivo con que se usaba en época de bonanza (como sinónimo de un trabajo mal remunerado) y está en desuso.

## En otros países
En Estados Unidos se utiliza la expresión twixters para designar este fenómeno, que no siendo totalmente nuevo, es similar a otros fenómenos sociales que se observan en otras sociedades industrializadas. Desde los años 1980 y 1990, en Japón se ha dado el crecimiento de los solteros parásitos y freeters, segmento "de la población de jóvenes que viven en casa y trabajan en empleos precarios y poco exigentes. Los Hodo-Hodo zoku son empleados que evitan promocionar laboralmente para minimizar el estrés y maximizar el tiempo libre. Del mismo modo, en Europa desde la década de 1990, ha habido un número creciente de ninis, personas que ni estudian ni trabajan.
En octubre de 2007, el entonces ministro de Economía y Finanzas de Italia, Tommaso Padoa-Schioppa, llamó a las personas con veinte años que viven todavía con sus familias bamboccioni (aumentativo despectivo de bambo, «niño»), generando gran controversia dentro de los medios de comunicación italianos. La prensa recibió numerosas cartas de lectores que tomaron sus palabras de forma personalmente ofensiva y señalaron que él poco sabía acerca de la realidad de una parte considerable de los jóvenes italianos que viven con aproximadamente 1.000 € al mes y no puede permitirse el lujo de emanciparse de sus padres.
En Grecia, los medios de comunicación popularizaron el término la generación de los 700 euros, en referencia a la cuantía del salario mínimo en el país heleno. Esta generación se desarrolló en circunstancias que condujeron a la crisis de la deuda soberana y las protestas de 2010-2012 en Grecia.

### Documentales
- Mi vida x 1000 euros Duración: 50'. Documental emitido por Documentos TV el 20 de mayo de 2008

### Películas
- Mileuristas (la película) Duración: 98'.

- Datos: Q3115058